# Memento Mori (banda)
Memento Mori foi um supergrupo sueco de doom metal fortemente influenciada pelo power metal.

## História
Fundado em 1992 na capital da Suécia (Estocolmo), Memento Mori reunia membros de bandas como Candlemass (Messiah Marcolin) e Mercyful Fate (Mike Wead). Depois do lançamento de dois álbuns o ex-Candlemass, Marcolin, decide afastar-se do grupo e, em plena gravação de La Danse Macabre, o grupo contata Kristian Andren para ocupar o cargo deixado pelo ex-vocalista, porém, Marcolin decide voltar para gravar o álbum Songs for the Apocalypse, Vol. 4. No entanto, depois deste lançamento, o grupo decidiu separar-se em 1997 e, desde então, não grava ou faz shows.

## Formações
- Messiah Marcolin - vocal
- Mike Wead - guitarra
- Nikkey Argento - guitarra
- Marty Marteen - baixo
- Tom Bjorn - bateria
- Kristian Andren - vocal
- Miguel Robaina - teclado
- Snowy Shaw - bateria
- Johan Billerhag - bateria

## Discografia
- Rhymes of Lunacy (1993)
- Life, Death, and Other Morbid Tales (1994)
- La Danse Macabre (1996)
- Songs for the Apocalypse, Vol. 4 (1997)[2]